# Іцхак Навон
Іцха́к Наво́н (івр. יצחק נבון; 9 квітня 1921 — 6 листопада 2015) — ізраїльський державний діяч, п'ятий президент Ізраїлю.